# Begonia porteana
Begonia porteana là một loài thực vật có hoa trong họ Thu hải đường. Loài này được Van Geert mô tả khoa học đầu tiên năm 1882.